# هیلدرزهم
هیلدرزهم (به انگلیسی: Hildersham) یک روستا و محله مدنی در بریتانیا است که در کمبریج‌شر جنوبی واقع شده‌است. هیلدرزهم ۲۱۱ نفر جمعیت دارد.